# Budai Sas-hegy Természetvédelmi Terület
A Budai Sas-hegy Természetvédelmi Terület a Duna–Ipoly Nemzeti Park működési területén lévő 30 hektár területű, országos jelentőségű természetvédelmi terület, mely Budapesten, a Sas-hegyen található. Számos védett, valamint fokozottan védett állat- és növényfajnak ad otthont, geológiai értékei és különleges fekvése miatt egy igazi menedék a város közepén nem csak az élővilág, de az idelátogatók számára is.

## A terület védelme
Pest-Buda, majd 1873 után a gyors fejlődésnek indult Budapest terjeszkedését sokáig szinte mindenki örömteli folyamatnak látta. A jómódú polgárok villákat építtettek az erdők, a gyümölcsösök és a legelők helyén, emellett az ipari telephelyek és a közlekedés is egyre több természetes élőhelyet emésztett fel a főváros körül. A terjeszkedő háztenger egyre szorosabbra fonta gyűrűjét a Sas-hegy körül is. A második világháborút megelőző időszakban a parcellázások elérték a hegy főgerincét. A parcellázatlan főcsúcsok és a déli lejtő területe pedig „közkert” szerepkört kapott a főváros rendezési tervében, így a kopár részek erdősítése megkezdődött. Ma már rémképnek látjuk, de a 20. század első felében közeli lehetőségnek tűnt a hegy teljes urbanizációja.
1780 és 1940 között a hegyen változó intenzitású, de kiterjedt kutatások folytak. A kutatók – amellett, hogy újabb és újabb növény- és állatfajokat írtak le – kezdték belátni, hogy a Budai-hegység egyes részeit mindenképpen meg kell óvni a város terjeszkedésétől. Elsőként Pénzes Antal Budapest élővilága című könyvében vetette fel 1942-ben „a Sas-hegy felső, sziklás és füves része” megvédésének fontosságát, a területen található természeti értékek: sziklaalakzatok, dolomit- és lösznövényzet, és az ehhez kötődő, főleg posztglaciális-xerotherm ritkaságokat felmutató állatvilág védelme érdekében.
Tizenöt évnek kellett eltelnie, míg az Országos Természetvédelmi Tanács 985/1957. számú határozata létrehozta a 30 hektáros „Sashegy” Természetvédelmi Területet. A határozat a fokozott védettség ismérveit, azaz a főváros szélén fekvő terület bekerítését, szigorú őrzését, erdősítését, élőhely-rekonstrukcióját, s mindenféle hasznosítási tilalmát írta elő. A megvalósítás 1958-ban kezdődött meg. Sokáig fegyveres őrök is tartózkodtak a hegyen.
A Budai-hegység természeti értékeinek védelme szempontjából igen jelentős lépés volt, hogy 1978-ban létrehozták a Budai Tájvédelmi Körzetet. Ennek területe sokszorosa a Sas-hegyi Természetvédelmi Területnek, de Buda természetvédelmi értékein belül a Sas-hegy kiemelt jelentősége továbbra is megmaradt.
A rendszerváltást követő évtizedben megváltozott a természetvédelem jogi szabályozása és intézményrendszere, és a területen új károsító tényezők is jelentkeztek. A lakóövezetek közti zöldterületek, közparkok, kutyafuttatók területének csökkenésével megnövekedett a természetvédelmi területekre nehezedő lakossági nyomás. Sajnos a Sas-hegyen is egyre több lett az illegális behatoló. A kutyasétáltatás, a kerékpározás és a szinte állandó zavarás miatt több ritka állatfaj már eltűnt a területről. A látogatók egy része tudta, hogy tilosban jár, mások jóhiszeműen azt gondolták, hogy egy kis sétával nem tesznek kárt a terület élővilágában. A kiépített tanösvények mellett új ösvényeket tapostak, ezzel megindították az eróziót, tűzrakóhelyeket létesítettek. Jelentős területek károsodtak, számos védett érték jelenleg is pusztulóban van.
Ezért a Duna–Ipoly Nemzeti Park Igazgatóság – mint természetvédelmi hatóság – az új jogrendnek megfelelő határozatában, 2003-ban megerősítette a Sas-hegy védelmét. A terület látogathatóságát korlátozta, úgy döntött, hogy a vendégek csak a kijelölt tanösvényeket és pihenőhelyeket vehetik igénybe.
2007-ben a Duna–Ipoly Nemzeti Park Igazgatóság elnyerte az Európai Unió INTERREG programjának támogatását a Sas-hegyi Természetvédelmi Terület megújítására, védelmére és az értékek bemutatására. A pályázat keretében 2008 tavaszán, a Sas-hegyi Természetvédelmi Terület fennállásának 50. évfordulójára a látogatóközpontban új kiállítás épült.
A Sas-hegy kutatói
- Balogh János
- Borbás Vince
- Boros Ádám
- Janka Viktor
- Kitaibel Pál
- Pénzes Antal
- Sadler József

## A Sas-hegy környékének változásai
A Sas-hegyet már évszázadok óta nem köti össze természetes erdőtakaró a Budai-hegység többi részével. Nemcsak tűzifát vágtak a Budán letelepedők, de már II. Géza király idején (1141–1162) is irtották a budai vár környéki erdőket, hogy szőlőt telepítsenek. Az első szőlők Óbudán, a Kis-Gellért-hegyen és a Sas-hegyen voltak. Ezeken a területeken sokáig fehérborokat termesztettek. A török hódoltság visszavetette a szőlő- és bortermelést, de a 17. század végén a törökök elől menekülő szerbek Budán is elterjesztették a balkáni vörösbortermelést. A leghíresebb fajta a kadarka volt, a legjobb minőségű borokat a Sas-hegy, a Gellért-hegy, a Nap-hegy, a Rókus-hegy, a Mátyás-hegy, a Szemlő-hegy napos oldalai adták. Az egész borvidék névadója a Sas-hegy volt. Egy Buda és Pest környékéről 1778-ban készült térkép tanúsága szerint a budai oldalon Óbudától a Rózsadombon át Budaörs határáig mindenhol szőlők voltak. A Sas-hegyen csak a sziklás hegycsúcsok emelkedtek ki a szőlőültetvényekből.
Borbás Vincének a Budapest és környékének növényzetéről írt könyve éppen a jól menő borászat utolsó éveiben, 1879-ben jelent meg. A Sas-hegyről azt írja, hogy itt főként sárga és piros duka, kék kadarka és piros bakator fajtákat termesztettek, melyekből értékes vörösbor érlelődött. A szőlőkben gyümölcsfák: kajszi, őszibarack, mandula, cseresznye, meggy is termettek. A szőlőbirtokokat határoló kőgátakon akkoriban szaporodott el a Balkánról betelepített orgona és a krisztustövis. A hegy lábáig terjedő lösztakaró be nem telepített szegélyében akkoriban tömegesen nyílt a macskahere és a vetővirág. A buda–sas-hegyi borászat pusztulását elég pontosan meg lehet határozni. 1882-ben még kiváló termést szüreteltek, aztán néhány év alatt a filoxéra – ez a rendkívül szapora gyökértetű – teljesen kiirtotta a budai szőlőket. A kipusztuló szőlők helyére néhol gyümölcsösöket ültettek, máshol spontán módon elkezdődött a cserjésedés, beerdősülés. A Sas-hegy olyan messze esett a várostól, hogy sokáig szóba sem jött a beépítése. A hegy lábánál, a Budaörsi út mellett felépített Károly király laktanya nem serkentette a város további terjeszkedését. Az első igazi változást 1929-30 hozta el, mikor a Sas-hegy északi oldalán, a hegytetőhöz nagyon közel felépítették a Notre-Dame de Sion francia apáca-rendházat és nevelőintézetet. Siklóssy László: Hogyan épült Budapest – A Fővárosi Közmunkák Tanácsa története 1870-1930 című könyvében lelkesen írja, hogy ez az épület természetesen ösztönözni fogja a további építkezéseket is. „A Sashegy, mely eltekintve meredek szőlőitől, maga volt a kopárság és műveletlenség, most már bele fog kapcsolódni a nagy hegyvidéki kultúrába.”– mondja Siklóssy. Ferdinandy György Leltár a hegyen című visszaemlékezéséből tudhatjuk, hogy két világháború között a gyümölcsösök helyén valóban elkezdődött a villák építése, de csak a Hegyalja út város felőli oldalán. Mikor 1942-ben Pénzes Antal Budapest élővilág című könyvében felvetette a Sas-hegy természetvédelmi területté nyilvánításának fontosságát, a mainál még sokkal kevésbé volt fojtó a város szorítása. Isépy István Sziget a háztengerben című cikkében nem csupán gyermekkori benyomásaira emlékezik, de egy háború utáni térkép alapján is megbizonyosodik arról, hogy akkoriban a Sas-hegytől délnyugati irányban lakóházakat legközelebb Budaörs mai belterületén lehetett találni, ami a csúcstól légvonalban kb. 4 km távolságra volt. De Pénzes Antal jól érzékelte a Sas-hegyre leselkedő veszélyeket. Már a 30-as években elkészültek azok a tervek, amelyek a hegyet szinte a csúcsig felparcellázták volna, a hegycsúcsra pedig parkot terveztek, ennek megfelelően elkezdődött a feketefenyők ültetése. Ezt a jövőképet a szocialista rendszerben is támogatták, amit jól mutat az a kis késéssel, 1962-ben kiadott térkép, amelyen már el is tűnt a zöld terület a Sas-hegyről. Mindent  szabályos rózsaszín utcahálózat foglalt el. 16 évvel Pénzes Antal kezdeményezése után, 1958-ban 30 hektáron létrehozták a sas-hegyi természetvédelmi területet.
Az ötvenedik évfordulón megállapíthatjuk, hogy a védetté nyilvánítás nagyon fontos lépés volt, hiszen a legértékesebb területek beépítését megakadályozta, de máig nagy kérdés, hogy sikerül-e keretek közé szorítani a legális és illegális látogatók rohamát. Csak akkor sikerülhet megvédeni a terület páratlan értékeit, ha ehhez sikerül megnyerni Budapest lakosságának támogatását.

## A Sas-hegy geológiája

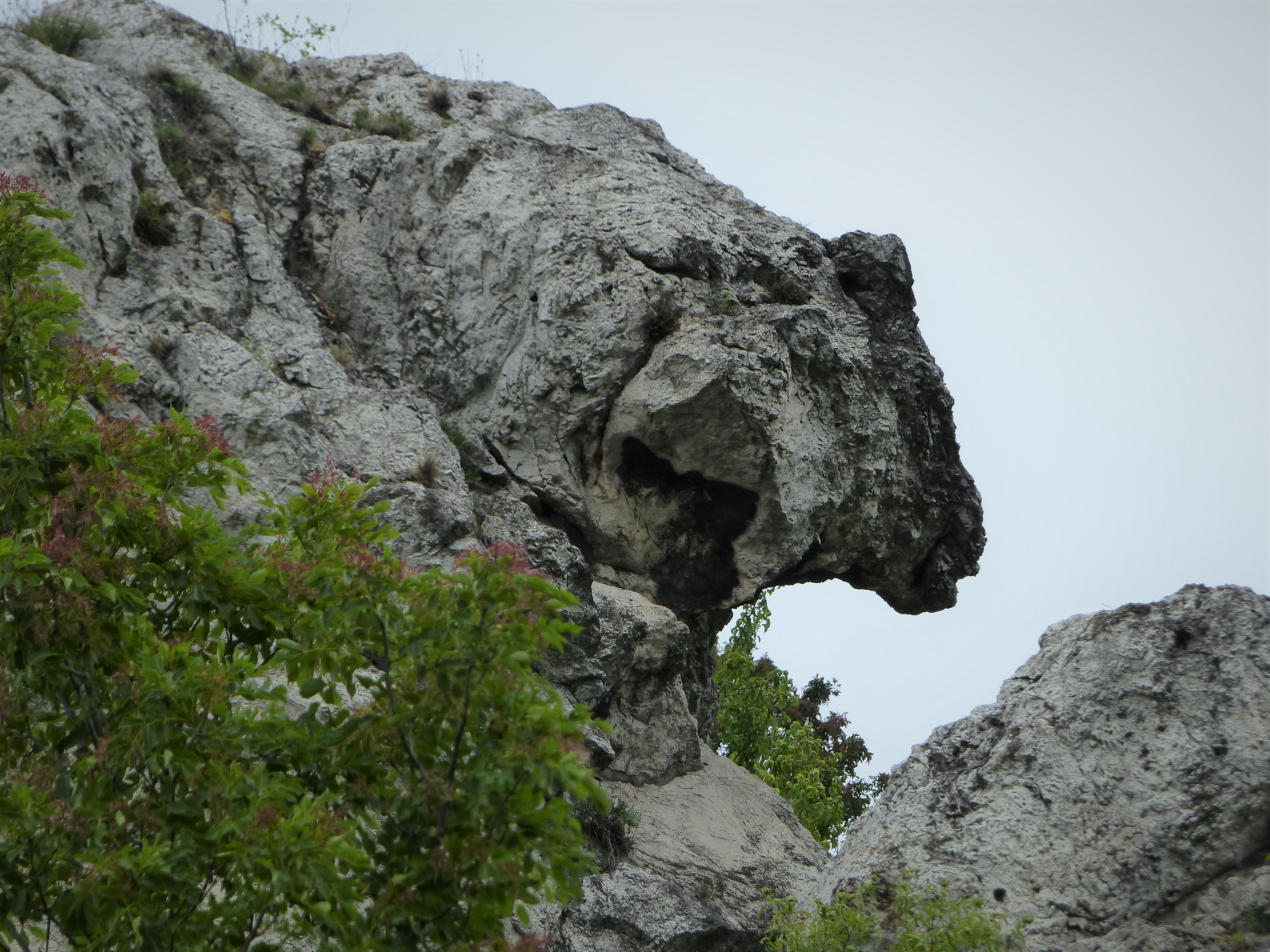
Medve-szikla

A Sas-hegy a Budai-hegység déli részén elnyúló hegysorozat keleti tagja, amely a Gellért-hegy és az Ördög-orom között helyezkedik el. Fő tömegét a földtörténeti középkor triász időszakában lerakódott kőzet, elsősorban dolomit alkotja. Körülötte eocén korú Budai Márga és egy apró foltban oligocén Kiscelli Agyag is található. Ezek a földtörténeti újkorban keletkezett fiatalabb kőzetek palástszerűen ölelik körül a hegyet.
A védett területet délről egy jelentős K–Ny-i csapású törés határolja. A hegyet szinte körbeveszik a görbült, íves, helyenként széttartó vetők és azok a tektonikus vonalak, amelyek mentén a kőzetek vízszintesen mozdultak el. E vízszintes elmozdulások okozta nyomás következtében préselődött ki a Sas-hegy. A hegy szerkezetalakulásának fő időszaka az eocén és oligocén volt. A kiemelkedéssel párhuzamosan a Sas-hegy rideg dolomitja össze is tört: „sokcsúcsú” tömege nyolc rögből áll, amelyet ÉÉNy–DDK-i csapású, egymással közel párhuzamos törések (apró völgyek) választanak el egymástól.

## A Sas-hegy állatvilága
Hajdanán, a Budai-hegységben a hegytetőktől a Duna partjáig lenyúló, mozaikos szerkezetű, elegyes erdők változatos aljnövényzetükkel és virágszőnyegükkel bőséges táplálékot biztosítottak az állatvilágnak. Ebben a tündérkertben a szitakötőktől a sasokig, az afrikai atkától a bölényig számos állat otthonra lelt. A Sas-hegy, mint a hegyvidék előretolt bástyája nyúlt bele az alföldi erdőtengerbe és a Lágymányos mocsaraiba. A hegylábakon, a különböző kitettségű oldalak változatos mikroklímájú zugaiban sajátos keveredését láthatjuk az alföldi és a hegyvidéki, a szubmediterrán, a kontinentális és a jégkori fajoknak.
Aztán jött az ember, akinek szintén értéket jelentett a táj változatossága, és rátelepült a sokoldalú természeti erőforrásokra, a korlátlannak tűnő élelemforrásra. Több település is kialakult a hegyek lábain. A lakóövezetekből gyümölcsösök, legelők nyúltak fel a hegytetőkig, az alacsonyabb részeken szántók létesültek. A történelem úgy hozta, hogy itt alakult ki Magyarország fővárosa, az itteni települések terjeszkedésnek indultak. A középkor során kipusztult a bölény, a nagyobb vadak és csúcsragadozóik visszahúzódtak a hegység belsejébe, majd a 19. század során zömük eltűnt a budai térségből. Ekkorra szigetelődött el a Sas-hegy a Budai-hegyektől. Bár a lakóövezetek elérték a hegy lábát, de a hegy művelésbe fogott oldalain még nem voltak állandóan lakott épületek. A gyümölcsösökben zajló idényjellegű munkák csak alkalmanként zavarták a hegy felső részein megmaradt karszt-bokorerdő és a sziklakibúvások élővilágát. 1873 után a környező települések egyesülése és a birodalmi álmok ugrásszerű fejlődésnek indították Budapestet. A lágymányosi vizes élőhelyeket betöltötték, lakó- és iparnegyedek foglalták el a Duna és a Sas-hegy közti térséget. A jómódú polgárság villái elkezdtek felkapaszkodni a hegyre. A főgerinc szabadon maradt részei a főváros lakosságának kedvelt kirándulóhelyévé váltak. Ez az élővilág jelentős zavarásával, és a megmaradt élőhelyek degradálódásával járt.
A nagyvadak közül az ember közelségét jól elviselő őz és a termesztett haszon- és dísznövényeket is kedvelő vaddisznó még a 20. században is időnként meglátogatta a budai kerteket és a Sas-hegy térségét. Aztán a terület elszigetelődésével párhuzamosan a nagy testű emlősök lassan elmaradtak. Ma már a mezei nyúl is ritkaságnak számít, és rókát is csak ritkán láthatunk. A hegylábi élőhelyek felszámolódása és a megnövekedett zavarás miatt több érzékeny madárfaj (kövirigó, parlagi sas és a gólya) eltűnt. A hegy elszigetelődése a felszíni vizektől a kétéltű faunát csökkentette, ma már csak szórványosan látható, hallható egy-két faj.
Mivel a „dolomitjelenség” leginkább a talaj közelében érvényesül, így az állatvilág különlegességeit is elsősorban itt kell keresnünk. A megmaradt gyepterületek változatos dolomitflórája ma is rendkívül gazdag ízeltlábú-faunát tart el. A gyakori pók- és rovarfajok mellett mintegy 20 olyan ízeltlábú fajt ismerünk, amelyek vagy endemikusak, s e területről írták le a tudomány számára, vagy más országokban honosak, ám hazánkban csak innen ismerik őket. Ezek zöme a jégkor végén, a boreális (fenyő-nyír) kort leváltó mogyoró és tölgykor maradványfajai (posztglaciális, xerotherm reliktumok), talajközelben élő, helyhez kötött életmódú, többnyire oligo- vagy monofág táplálkozásúak. Ezért a dolomithegyek déli lejtőin tenyésző karsztbokorerdőkben, szikla- és pusztafüves gyepeiben élnek.
Még sok gyík sütkérezik a sziklákon vagy a bokrok tövében, és szemünk elé kerül egy-két rézsikló is. Kiemelten fontos hüllőfajaink a fokozottan védett pannon gyík és a haragos sikló. Az előbbi előfordulása a karsztbokorerdők szélein tömeges, a haragos siklóé már meglehetősen bizonytalan.
Az itt fészkelő madárvilág talán lehetne gazdagabb is, de az állandó zavarás, a kertekből átjáró macskák és a sok fészekrabló varjúféle miatt a költési időszakban csak a leggyakoribb fajok láthatók. Annál több a táplálkozni idejárók száma. A város magasabb épületein fészkelő vörös vércsék szinte állandóan a hegyen tartózkodnak, de gyakran megfigyelhetjük az erdőkből belátogató karvalyokat, egy-egy héját, egerészölyvet, kabasólymot. A növekedő hegylábi erdőnek köszönhetően, az utóbbi években már „saját” karvalya is van a hegynek, többször is megfigyelhető volt a költése. A tavasz a vörösbegyek, füzikék, barátkák énekétől hangos. A nyári forróságban csak a város moraja nyomja el a csendet. Néha a bokrok közül zajosan felrepül egy-egy fácán. A tél közeledtével új énekek hallatszanak a cserjésekből: északról megérkeznek a süvöltők, a fenyőpintyek, vidékről behúzódnak a tengelicek és a ritka bajszos sármányok.
A Sas-hegy faunája már soha nem lesz olyan sokszínű, mint mikor a budai erdők szerves része volt, de mostani elszigeteltségében is meglepően gazdag állatvilágnak ad otthont. A Budai Sas-hegy Természetvédelmi Területen a legfontosabb feladat, hogy a látogatóknak úgy tudjuk bemutatni az értékeket, hogy megszűnjön az állandó zavarás és az élőhelyek erodálódása. Ha az eredeti életközösségek regenerálódnak, akkor várhatóan emelkedni fog az újra otthonra, menedékre lelő állatfajok száma.

## A Sas-hegy növényvilága
A Sas-hegy, üledékes kőzetekből felépülő, fiatal rög. A mintegy fél kilométer hosszú dolomitgerincet négy-öt szorosan álló sasbérc alkotja. A főgerinc és a belőle kiágazó oldalgerincek falai különböző égtájak felé néznek. Vannak a környezetüknél jóval melegebb, a téli napsütésben is felmelegedő oldalak, míg a gerincek túloldalán, a környezetüknél hűvösebb, szeles, vagy árnyas lejtőkön járhatunk.
Ennek az a jelentősége, hogy dolomithegyeinkben, az éghajlatváltozások bekövetkeztekor, az élőlények kis távolságot megtéve át tudtak menekülni a nekik megfelelő mikroklímájú zugokba. Magyarország dolomithegységeiben az utóbbi 50 000 év szinte minden éghajlatának élővilágából találhatunk fajokat. Az északias kitettségű lejtőkre, sziklafalakra húzódtak a mainál hidegebbet kedvelő jégkori fajok, míg a napsütésben szinte izzó déli oldalakon szubtrópusi és sivatagi származású élőlények maradtak fenn. Ezért hazánk leggazdagabb, legváltozatosabb élőhelyei a dolomithegységek. A fajtársaiktól elszakadt, elszigetelt kis közösségek (populációk) az évezredek alatt folyamatosan alkalmazkodni kényszerültek a mindenkori éghajlathoz, az alapfajhoz képest megváltoztak, így önálló alfajjá, fajjá váltak. Ezeket nevezi a tudomány maradvány-bennszülött (reliktum-endemikus) fajoknak.
A Sas-hegy növényvilága is a fent leírt jelenség miatt különleges, ezért tett szert európai hírnévre. A több száz éves használat és a kis kiterjedés ellenére, a Sas-hegyen a jelenlegi szárazföldi éghajlat élővilága mellett találhatunk szubmediterrán, félsivatagi és jégkori maradványfajokat is.
A hegy legrégebbi lakosságát (populációt) a nyúlfarkfű (Sesleria) képezi. Ősei a lehűléskor (glaciális) telepedtek meg – a havasokban és a hegyvidéki zónában látható, tarka nyúlfarkfű-gyep valamelyik formájában. A jégkorszak elmúltával, a felmelegedés során e gyepek visszahúzódtak északra vagy a magasabb tengerszint feletti zónákba. A nyúlfarkfű-populációk az északias lejtőkön húzták ki legtovább és ott csapdába is estek. Az éghajlat folytatódó felmelegedése során a populáció „törzsállománya”, a hidegkedvelő többség lassan kipusztult, míg a melegtűrés mutációját hordozó egyedek fennmaradtak, elszaporodtak. A populáció uralkodó génállománya eltolódott ebbe az irányba, a havasi-alhavasi nyúlfarkfűből kialakult egy dombvidéki faj – ez a budai nyúlfarkfű (Sesleria sadleriana). E példából láthatjuk, hogy a Sas-hegyen nem igazi jégkori maradványfajjal van dolgunk, hiszen megváltozott, alkalmazkodott a jelenlegi körülményekhez.
A déli lejtőn hasonlóan alakult a posztglaciálisban felvándorolt, a mainál melegebbet kedvelő, szubmediterrán fajok sorsa. Elszigetelődésük egy kicsit később, 5-10 ezer éve történt meg, zömük nem is vált új fajjá.
A sztyeppi (kontinentális) fajok a hegy és környező vidék teljes területét birtokukba vehették, az ő szempontjukból már nem a klímaváltozás, hanem a város terjeszkedése (urbanizáció) tette szigetté az élőhelyet.
A hegyen négy klíma (szubalpin-boreális, szubmediterrán, sztyeppi, lombhullató erdő) növényvilágából találhatunk küldötteket 6-8 élőhelyen (ezek nem a klasszikus értelemben vett növénytársulások).
A hegy eredeti, természetes élőhelyeiről azt mondhatjuk, hogy a hegy lábánál alighanem mészkedvelő tölgyesek álltak, melyeknek legjellemzőbb fafajai a csertölgy és a molyhos tölgy voltak. Kicsit följebb, az oldalakon, sőt még a csúcsok közelében is, romjaiban felismerhető a molyhos tölgyes karsztbokorerdő. A helyén többnyire töviskés-cserjés, orgonások és gyepek találhatók. A meredek, keleti letörés sziklai vegetációja és berkenyései sziklai cserjésre utalnak. A gyepek közül jó állapotú a zárt dolomitsziklagyep, a budai nyúlfarkfűgyep és a pusztafüves lejtősztyepp. A nyílt dolomit-sziklagyep, az árvalányhajas sziklagyep és az éles mosófüves jelentősen degradálódott a taposások miatt. A meleg, száraz hegyoldalak állandósult irtásrétjei és sziklagyepei lettek az erdős pusztai fajok utolsó menedékei.
Hazánkban, az ilyen mozaikos élőhelyeken találkozhatunk a legtöbb védett növényfajjal, számos rovar- és pókkülönlegességgel. Maga a Sas-hegy is több faj leíróhelye (locus classicus).
Mintegy félszáz védett növényfaj él a területen, ezek közül talán a legkülönlegesebbek a jégkorból itt rekedt budai nyúlfarkfű (Sesleria sadleriana) és István király-szegfű (Dianthus plumarius ssp. regis-stephanii), és a mainál melegebb, szárazabb klímából fennmaradt magyar gurgolya (Seseli leucospermum) és csikófark (Ephedra distachya).
A tavaszi látványos virágszőnyegben eleinte a sárga keresztesek (Alyssum-fajok, Draba lasiocarpa, Biscutella leavigata) a meghatározóak, majd különféle színű nőszirmok (Iris pumila), kékellő kökörcsinek (Pulsatilla grandis), aranyló héricsek (Adonis vernalis) és orchideák (Cephalanthera damasonium, Orchis purpurea, O. tridentata, Anacamptis pyramidalis) pompáznak. Később sárga és rózsás-pirosas fészkesek (Inula, Centaurea, Jurinea), kékes-lilás harangvirágok (Campanula) uralják a gyepeket.
Idegenhonos fák és cserjék

A Sas-hegy mai képéhez hozzátartoznak az ember által betelepített és a kertekből bevándorolt idegenhonos fásszárú fajok: A hajdani gyümölcsösök, szőlők maradványai a mandulák (Amygdalus communis), almák (Malus), körték (Pyrus) és az amerikai vadszőlő (Vitis riparia). Telepítés eredményeként találkozhatunk erdei- és feketefenyőkkel (Pinus sylvestris, Pinus nigra), akáccal (Robinia pseudoacacia), orgonásokkal (Syringa vulgaris), aranyfásokkal (Forsythia), aranyesősökkel (Laburnum anagyroides), ecetfa- (Rhus hirta) és jeneszter- (Spartium junceum) sövényekkel, alásfásokkal (Ptelea trifoliata), foltokban madárbirsesekkel (Cotoneaster).
Többnyire a madaraknak köszönhető a tujafélék (Thuja, Biota), loncok (Lonicera) és néhány távolkeleti madárbirsfaj (pl. Cotoneaster horizontalis) megjelenése. A bálványfa (Ailanthus altissima) magjait pedig feltehetően a szél telepítette be.